# Notomys amplus
Notomys amplus is een uitgestorven knaagdier uit het geslacht Notomys.

## Kenmerken
De rug is bruin, de onderkant wit. De staart is van boven lichtbruin en van onder wit, met een witte pluim (uniek onder Notomys-soorten). De oren zijn lang. De kop-romplengte bedraagt 145 mm, de staartlengte 155 tot 160 mm, de achtervoetlengte 40 tot 43 mm, de oorlengte 35 mm en het gewicht ongeveer 100 gram. Het was de grootste soort van zijn geslacht; hij woog twee keer zo veel als de levende soorten.

## Verspreiding
Deze soort kwam voor in Australië. Er zijn twee exemplaren bekend, beide vrouwtjes, die zijn gevangen in Charlotte Waters (zuidoostelijk Noordelijk Territorium). Daarnaast zijn er nog wat botten gevonden in de Flinders Ranges (zuidoostelijk Zuid-Australië).